# ويليام تومسون (عالم نبات)
ويليام تومسون (بالإنجليزية: William Thompson)‏ هو عالم نبات أمريكي، ولد في 26 نوفمبر 1816، وتوفي في 19 أكتوبر 1897.